# Charles FitzCharles, 1.º Conde de Plymouth

Brasão de Carlos FitzCharles, 1.º Conde de Plymouth: O brasão real do Rei Carlos II, no geral, é um bastão sinistro

Charles FitzCharles (c. 1657 – 17 de outubro de 1680) era filho ilegítimo do rei Carlos II da Inglaterra e de Catarina Pegge. Ele tinha uma irmã, Catherine, que se acredita ter se tornado freira. Sua mãe se casou com Edward Greene de Samford em Essex, e teve uma filha, Justinia Greene. Seus títulos subsidiários eram Visconde Totness e Barão Dartmouth.
FitzCharles morreu enquanto servia como parte da Guarnição de Tânger.

## Vida
FitzCharles nasceu por volta de 1657. Ele era filho ilegítimo de Carlos II da Inglaterra, com Catherine Pegge, filha de Thomas Pegge de Yeldersley, Derbyshire. Carlos II teve um caso com Catarina (ou Katherine) Pegge enquanto estava exilado no exterior. Carlos, o Jovem, foi autorizado a usar as armas reais com um "bastão sinistro, Vaire... e foi criado no mar". Foi educado no estrangeiro, provavelmente em Espanha e era conhecido pelo apelido de “Don Carlos”.
William Dugdale escreveu, dando muito testemunho de suas realizações singulares:
Durante sua juventude, ele foi elevado à nobreza, em 28 de julho de 1675, como Barão Dartmouth, Visconde Totness e Conde de Plymouth, para que pudesse ser mais encorajado a persistir nos caminhos da virtude e, assim, estar mais apto para a gestão de grandes negócios quando atingisse a idade mais avançada.
Ele se casou em 19 de setembro de 1678 na Igreja de St Mary, Wimbledon, Surrey, com Lady Bridget Osborne, terceira filha de Thomas Osborne, 1.º Duque de Leeds, Lorde High Treasurer.
Ele era amigo do poeta dramático Thomas Otway, para quem obteve uma comissão de corneta em um regimento de cavalaria que servia em Flandres . Mais tarde, quando seu amigo, John Sheffield, 1.º Duque de Buckingham e Normanby, em consequência de seu apego à Rainha Anne, então Princesa da Dinamarca, foi enviado para a Colônia de Tânger, foi relatado que o Duque foi propositalmente despachado em um navio com vazamento para se livrar dele. No entanto, o Conde de Plymouth, apesar de estar ciente do perigo, insistiu em acompanhá-lo.

## Morte
O sultão Moulay Ismail do Marrocos fez uma tentativa frustrada de tomar a cidade de Tânger em 1679, mas acabou impondo um bloqueio devastador. O Regimento Real do Rei foi formado em 13 de julho de 1680 como o 2º Regimento de Infantaria de Tânger ou Conde de Plymouth, com Charles como Coronel fundador. Carlos morreu de disenteria sem descendência em 17 de outubro de 1680, aos 23 anos, e os ingleses foram forçados a se retirar, encerrando sua presença em Tânger. O título de Conde de Plymouth foi extinto, mas foi recriado dois anos depois para Thomas Hickman-Windsor, 7.º Barão Windsor (1627–1687).
O corpo de Charles foi devolvido à Inglaterra e ele foi enterrado em 18 de janeiro de 1681 na Abadia de Westminster . Sua esposa, a condessa, casou-se novamente em 1706 com Philip Bisse, bispo de Hereford, e morreu em 9 de maio de 1718. Bridget deixou o bispo viúvo e ele ergueu uma bela placa em sua homenagem na Catedral de Hereford.